# Phylloporus rhodoxanthus
Phylloporus rhodoxanthus är en svampart som först beskrevs av Ludwig David von Schweinitz, och fick sitt nu gällande namn av Giacopo Bresàdola 1900. Phylloporus rhodoxanthus ingår i släktet Phylloporus och familjen Boletaceae.   Inga underarter finns listade i Catalogue of Life.

## Källor

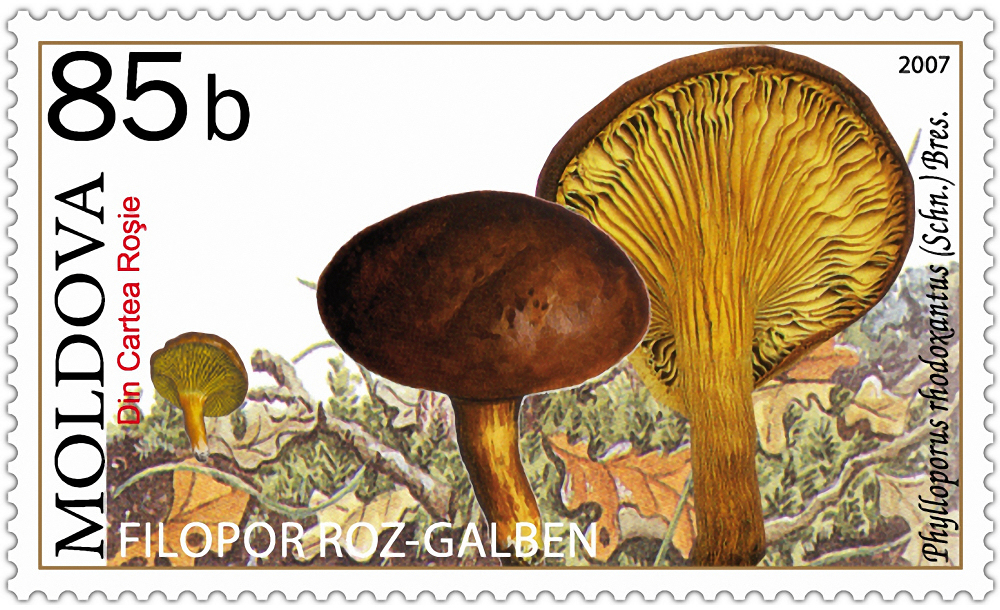
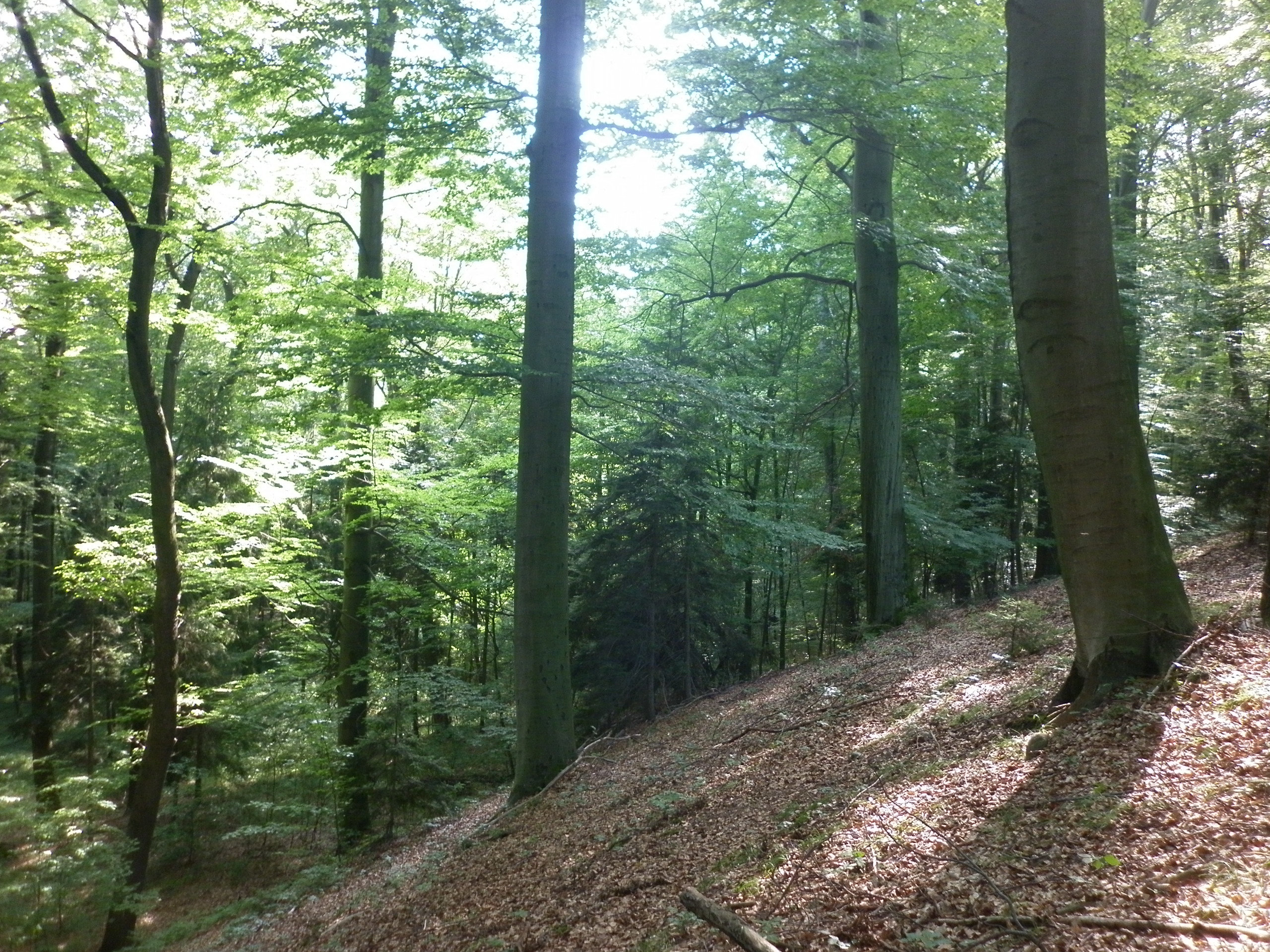
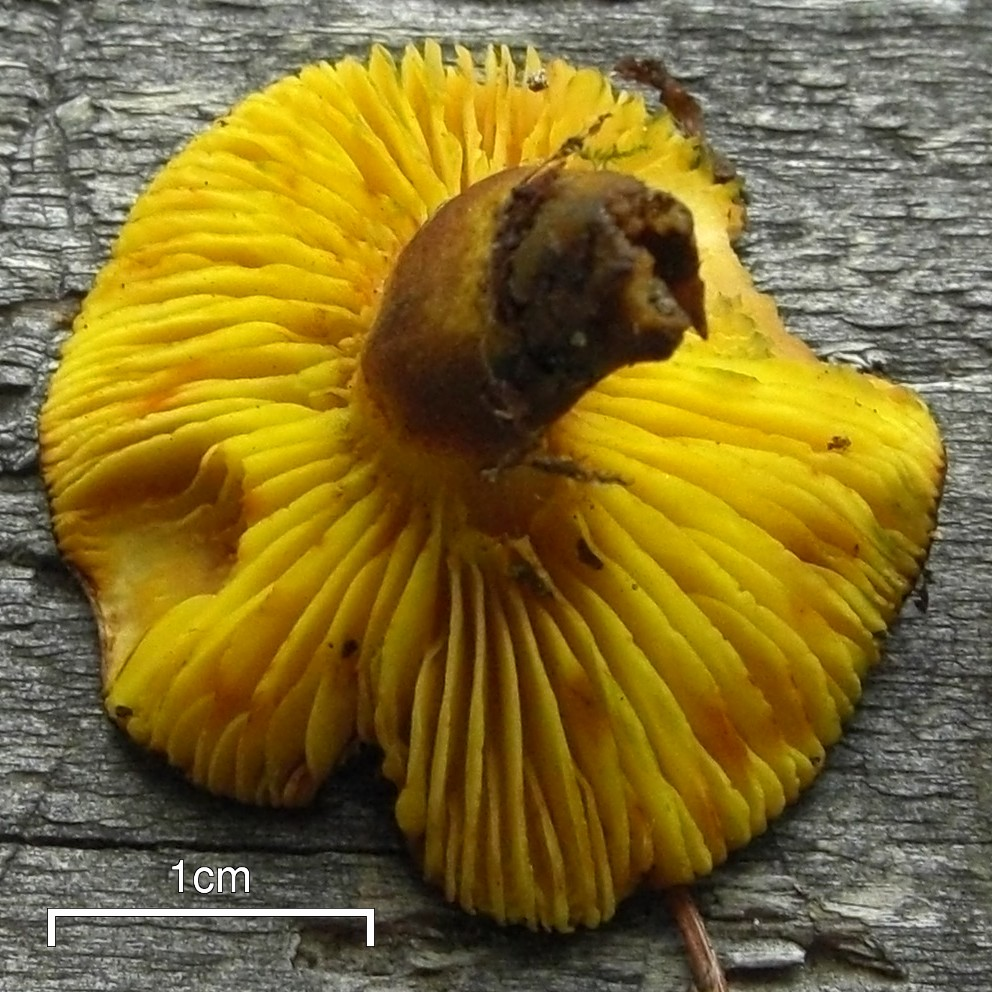